# Alberto Chicote del Olmo
Alberto Chicote del Olmo (Madrid, 23 de juny de 1969), és un cuiner, xef, restaurador i presentador de televisió espanyol, famós per barrejar la cuina tradicional amb les noves tecnologies, i ser un dels pioners en l'anomenada com a cuina fusió a Espanya, consistent en aplicar tècniques i productes estrangers, preferentment asiàtics, a la cuina espanyola.
Chicote és també un participant freqüent en congressos de gastronomia, així com en presentacions, demostracions i classes magistrals per tot el món. Com a conductor televisiu, ha tingut grans èxits en l'adaptació espanyola dels programes Pesadilla en la cocina i Top Chef, produïts per Boomerang TV per a Antena 3.
Chicote va néixer a Madrid el 23 de juny de 1969. Amb 18 anys va entrar a l'Escola Superior d'Hostaleria i Turisme situada a la Casa de Campo de Madrid. Durant els anys noranta va treballar a la cuina d'alguns dels restaurants més famosos del moment, com ara el Lúculo, amb Ange García, el Sibaris, amb Toñi Vicente, o La Recoleta, amb Belén Laguía. Després d'un període d'aprenentatge a Suïssa, va tenir l'oportunitat de conèixer Salvador Gallego, qui influí molt en la seva cuina. Durant quatre anys va regentar la cuina del «Cenachero», on va reforçar la seva vena reinterpretativa realitzant una cuina andalusa de nova fornada que va comportar-li reconeixement i èxit.
El 1998 va entrar com a chef al restaurant de Benjamín Calles anomenat NODO amb l'objectiu de fusionar la cuina espanyola amb la japonesa. Aquest projecte el convertí en el pioner d'aquesta cuina a Espanya. El 2006 començà a treballar, també com a chef, al restaurant Pandelujo (del mateix propietari), un local amb marcat gust per l'estètica, on va barrejar espais i gastronomia, coordinant el seu càrrec de chef executiu entre els dos restaurants. Durant un temps fou el responsable de la secció de gastronomia de la revista dominical de El País. Va mantenir durant tres anys, al seu torn, una secció dedicada a la cuina al programa de Toni Garrido a RNE, Asuntos propios.
Des de l'any 2012 treballa com a presentador del programa Pesadilla en la cocina, emès al canal de televisió La Sexta. Aquell mateix any fou escollit per La Sexta com a copresentador del programa especial per donar la benvinguda el 2013, juntament amb Sandra Sabatés. Actualment, a més de seguir amb Pesadilla, és jurat i presentador de la versió espanyola del concurs culinari Top Chef, a Antena 3.
El 2014 obrí el seu propi restaurant, el Yakitoro, a Madrid.
Al 2021 guanya la demanda contra un restaurant xinès que l'acusava de coaccions.

## Trajectòria televisiva
- Pesadilla en la cocina (2012-) La Sexta
- Robin Food (Com a convidat) (2013) EITB
- Top Chef (2013-) Antena 3
- El precio de los alimentos (2015) La Sexta
- Menuda noche (Como invitado) (2015) Canal Sur TV

## Premis
Ha rebut diversos premis, com ara el de Cocinero del año del congrés Madrid Fusión, i Cuiner de l'any 2006 per l'AMER, premi AURA als cuiners més innovadors, Chef del restaurant de l'any 2011 per El Mundo, Premi Madrid Fusión als millors creadors de la dècada, etc.
També ha estat considerat Millor presentador de Tv per TV Rioja 2013, Premi Nècora 2013 al personatge gastroviatger, Premi Qvemos 2013 i Premi del FesTval 2013 a pesadilla en la cocina com a programa revelación.